# Onliner.by
Onliner.by — російськомовний білоруський сайт про цифрову техніку, який містить тематичні публікації, а також каталог цифрової та побутової електроніки. Згідно з рейтингом Alexa, Onliner.by є одним з найбільш відвідуваних сайтів у Білорусі.
Onliner.by також проводить найпопулярніший білоруський форум.

## Історія
Сайт відкрито 14 лютого 2001 року.
20 грудня 2014 року Оперативно-аналітичним центром при Президентові Білорусі за порушення торгового законодавства сайт був виключений з реєстру національної доменної зони (.by). Увечері того ж дня сайт відновив роботу на домені Onliner.ru.
За словами заступника міністра торгівлі Білорусі Ірини Наркевич, протягом року міністерство кілька разів виносило сайту попередження, наголошуючи на тому, що подібні інтернет-майданчики сприяють тому, що сегмент ринку перевантажується галопуючим стрибком цін. Головний редактор сайту Дзянис Бліщ в офіційній заяві відповів, що виступає за цивілізований розвиток онлайн-торгівлі та захист прав споживачів, а також робить усе для виконання міністерських вимог, зокрема просування вітчизняних товарів.
Компанія усунула всі виявлені Мінторгом порушення торгового законодавства, у зв'язку з чим Оперативно-аналітичний центр при Президентові доручив технічному адміністратору повернути домен Onliner.by до реєстру національної доменної зони, що й було зроблено 6 січня 2015 року.

### Політична криза 2020-х років
Під час висвітлення акцій протесту в Білорусі 17 жовтня 2020 року затримали журналістку Дарію Спявак. 19 жовтня 2020 року суд Кастричницького району Мінська (суддя — Алена Зивіца) засудив її до 13 діб адміністративного арешту за 23.34 Кодексу про адміністративні правопорушення Білорусі.
12 липня 2021 року портал повідомив, що коментарі на сайті вимкнені, оскільки редакція побоюється за їхню безпеку та більше не може гарантувати безпеку тих, хто висловлюється під новиною. З 2021 року портал припинив висвітлювати гострі внутрішньополітичні теми та конспектовано описував повномаштабне вторгнення Росії в Україну.